# Xã Herring, Quận Yell, Arkansas
Xã Herring (tiếng Anh: Herring Township) là một xã thuộc quận Yell, tiểu bang Arkansas, Hoa Kỳ. Năm 2010, dân số của xã này là 188 người.